# Zevenaar
Zevenaar – miasto i gmina leżące w Geldrii we wschodniej części Holandii. Powierzchnia gminy wynosi 57,91 km². Populacja gminy w 2020 roku wyniosła 43 755 osób, zaś miasta (wraz z Oud-Zevenaar) 25 578.
Zevenaar otrzymało prawa miejskie w 1487 roku. Przez stulecia miasto wchodziło w skład księstwa Kleve, a w skład Holandii weszło dopiero w 1815 roku.

## Miejscowości w gminie Zevenaar
- Aerdt
- Angerlo
- Babberich
- Bahr
- Bevermeer
- Bingerden
- Giesbeek
- Herwen
- Lathum
- Lobith
- Ooij
- Oud-Zevenaar
- Pannerden
- Spijk
- Tolkamer
- Tuindorp
- Zevenaar (miasto)

## Miasta partnerskie
- Mátészalka